# 阿迪勒·阿坦
阿迪勒·阿坦（土耳其語：Adil Atan，1929年1月1日—1989年4月18日），土耳其男子摔跤运动员。他曾代表土耳其参加1952年和1956年夏季奥林匹克运动会摔跤比赛，其中1952年奥运会获得一枚铜牌。